# Rue Castel-Moton
La rue Castel-Moton est une rue de la ville de Montpellier (Hérault).

## Situation et accès
Située dans le cœur historique, l'Écusson, la rue Castel-Moton est formée de deux rues se joignant à angle à peu près droit (la rue Four-Giniez au nord, la rue Castel-Moton au sud). Elle permet de joindre la Rue du Puit-des-Esquilles à la rue du Palais-des-Guilhem, en croisant la rue du Figuier.

## Origine du nom
Le nom de la voie serait lié au castel des Guilhem à Sainte-Croix.

## Historique
La rue, attestée dès le Moyen Âge a une dénomination très ancienne, liée sans doute à l'expression castrum multonum liée au castel des Guilhem à Sainte-Croix, et a été donnée à tout le quartier. Les rues sont habitées par des merciers, puis par la communauté juive (en témoigne la synagogue de la rue de la Barralerie) quand celle-ci fut chassée du faubourg Villefranche (après quoi, le duc d'Anjou les en délogea encore et leur enjoignit de s'établir dans le quartier de la Triperie, près de la porte de la Sonnerie).
À l'angle des rues du Palais et Castel-Moton se trouve une maison de style renaissance, qui appartenait à Guillaume Clauzel, commissaire des guerres, et qui était composée de trois maisons séparées jadis par une rue qui ouvrait sur la rue du Palais à peu près au milieu de la façade parallèlement à la rue Castel-Moton.
La seconde maison de la rue Castel-Moton après celle de l'angle est le "logis de la colombe", que Guillaume Clauzel joignit à la sienne, et qui hébergeait une auberge assez importante à l'époque. Dans un Mémoire sur les anciennes églises Sainte-Croix et sur la place de la Canourgue de Montpellier, Ferdinand Pegat s'en fait l'écho. C'est sur la terrasse de l'immeuble (alors numérotée 305) que Picard fit en 1674 des observations météorologiques célèbres, d'après l'assertion de Poitevin. On pense que la tour qui servit d'observatoire à Picard est encore debout et qu'elle domine la maison du numéro 3 (alors nº308). Il semble logique que ce point d'observation soit également celui qui a servi M. Danyzy en 1811 pour calculer la "vraie position géographique" de la ville.
Un manuscrit de grande valeur conservé aux Archives municipales de Montpellier relate la déambulation d'un personnage illustre en 1415… et elle passe par la rue "Castel Mouto" : « et tornet montar a caval, et monta s’en devers la Pelyssaria devers Sant Fermi, devers la Fabraria et dessendet s’en per la Draparia de Sancta Cros per Castel Mouto… »